# Ernst Günther Grimme
Ernst Günther Grimme (* 14. Januar 1926 in Aachen; † 11. Dezember 2003 ebenda) war ein deutscher Kunsthistoriker, Aachener Museumsdirektor und Honorarprofessor.

## Leben und Wirken
Der Sohn des Kunsthistorikers, Altphilologen, Germanisten und Heimatforschers Gustav Grimme und Enkel des Schriftstellers und Heimatdichters Friedrich Wilhelm Grimme wurde nach seiner Schulzeit zunächst zum Kriegsdienst im Zweiten Weltkrieg einberufen, der für ihn in einem Kriegsgefangenenlager der Amerikaner endete.
Anschließend absolvierte er von 1947 bis 1954 sein Studium der Kunstgeschichte, Archäologie und Germanistik in Bonn und Köln. Seine Promotion zum Doktor der Philosophie legte er mit einer Dissertation über Hans von Reutlingen bei Hermann Schnitzler ab.
Bereits seit 1951 und bis 1958 unterrichtete Grimme an der Werkkunstschule Aachen Kunstgeschichte. Ein Jahr später stellte ihn das Suermondt-Ludwig-Museum als wissenschaftlichen Assistenten ein und beförderte ihn 1966 zum Direktor. Später wurde er von 1979 bis 1990 noch zum Direktor der Städtischen Museen der Stadt Aachen berufen. Zwischenzeitlich erteilte ihm im Jahr 1983 das Institut für Kunstgeschichte an der RWTH Aachen einen Lehrauftrag und am 29. Juli 1988 wurde Grimme zum Honorarprofessor für museumskundliche Übungen ernannt.
Grimme widmete sich mit Vorliebe der mittelalterlichen Kunst und ihrer Verbindung mit der Gegenwartskunst. Als Museumsdirektor war er für die Ausstellungen und den Ausbau der Aachener Museen und der wissenschaftlichen Erforschung ihrer Sammlungen verantwortlich. Die Schenkungen des Sammlerehepaars Peter und Irene Ludwig bewirkten, dass Grimme eine Namenserweiterung des Suermondt-Museums in den 1970er Jahren veranlasste, welches daraufhin seit 1977 die Bezeichnung Suermondt-Ludwig Museum erhielt. Eine Planung für einen Museumsneubau um 1978/79 an der Monheimsallee konnte er allerdings nicht realisieren. Stattdessen übertrug man ihm ab 1985 die Ausführung des Erweiterungsbaus des Suermondt-Ludwig-Museums. Die Eröffnung fand unter seinem Nachfolger Ulrich Schneider statt.
Die Verbindung von alter und moderner Architektur spiegelt einen der Grundgedanken von Grimmes Tätigkeit als Museumsdirektor. Zudem galt sein Interesse seit seiner Jugend der klassischen Musik. Zwar befand sich in seiner Bibliothek ein Flügel, aber eine Kriegsverletzung seiner Hand hatte den Beruf des Pianisten verhindert.
Ernst Günther Grimme verstarb am 11. Dezember 2003 und fand seine letzte Ruhestätte auf dem Westfriedhof II in Aachen.

## Ehrungen
Für Adam C. Oellers, der 20 Jahre lang als Kustos mit Grimme zusammengearbeitet hat, gilt Grimme als einer der wichtigsten Lehrmeister in Bezug auf ein übergreifendes ästhetisches Sehen am realistischen Kunstobjekt. Das Aachener Suermondt-Ludwig Museum verdankt Grimme seinen Ruf als bedeutendste Skulpturen-Sammlung mittelalterlicher Werke der deutschen Kunstlandschaften. Grimmes Intention war es außerdem, den nieder-, mittel- und oberrheinischen, bayrischen, schwäbischen, ost- und norddeutschen Stil des Schnitzhandwerks zu veranschaulichen.
Im Jahr 1986 wurde ihm für seine vielfältigen Verdienste das Bundesverdienstkreuz am Bande verliehen. Die Deutsche Nationalbibliothek verfügt über 59 seiner Publikationen.

## Veröffentlichungen (Auswahl)
- 1951 Die Sammlung Hubert Lüttgens
- 1957 Aachener Goldschmiedekunst im Mittelalter
- 1959 Europäische Malerei im Mittelalter
- 1965 Karl der Große in seiner Stadt
- 1965 Die Lukasmadonna und das Brustkreuz Karls des Großen
- 1966 Deutsche Madonnen
- 1968 Unsere liebe Frau, das Bild Mariens in der Malerei des Mittelalters und der Renaissance
- 1968 Das Heilige Kreuz von Engelberg
- 1972 Goldschmiedekunst im Mittelalter
- 1973 Der Aachener Domschatz
- 1973 Pieter Brueghel der Ältere
- 1974 Jan Vermeer van Delft
- 1975 Kunstreiseführer Belgien
- 1979 Karl Schneiders (Monografie)
- 1980 Die Geschichte der Abendländischen Buchmalerei
- 1983 Antonio Máro (Monographie)
- 1984 Das Evangeliar Otto's III. im Aachener Domschatz
- 1985 Bronzebildwerke des Mittelalters
- 1989 Das Evangelistar von Groß St. Martin
- 1994 Der Dom zu Aachen, Architektur und Ausstattung.
- 1996 Das Rathaus zu Aachen
- 1996 Kirchenschätze der ehemaligen Abteikirche St. Johann Baptist und der Pfarrkirche St. Michael in Aachen-Burtscheid
- 1997 Gustav Grimme – Erinnerungen in Aachen
- 1999 Hans von Reutlingen "golsmit zo aach"
- 2000 Der Dom zu Aachen
- 2001 Der goldene Dom der Ottonen
- 2002 Der Karlsschrein und der Marienschrein im Aachener Dom

## Veranstaltete Ausstellungen (Auswahl)
- 1958 Unsere liebe Frau
- 1962 Die großen Jahrhunderte Aachener Goldschmiedekunst
- 1962 Vom Bild zum Zeichen, Ausstellung der Sammlung Felix Pelzer
- 1965, 1973, 1981 Karl Fred Dahmen
- 1967 Karl Otto Götz
- 1973 Ewald Mataré
- 1978 Douglas Swan
- 1980 Klaus Fußmann
- 1982, 1987 Arnulf Rainer
- 1984 Von Watteau bis Renoir
- 1985 Joseph Beuys
- 1987 Dieter Krieg
- 1989 Barbara Heinisch